# Леман, Ричард
Ричард Александер Леман (англ. Richard Alexander Leman, 13 июля 1959, Ист-Гринстед, Западный Суссекс, Англия, Великобритания) — английский и британский хоккеист (хоккей на траве), нападающий. Олимпийский чемпион 1988 года, бронзовый призёр летних Олимпийских игр 1984 года, серебряный призёр чемпионата мира 1986 года, серебряный призёр чемпионата Европы 1987 года.

## Биография
Ричард Леман родился 13 июля 1959 года в британском городе Ист-Гринстед в Англии.
В 1973—1977 годах учился в школе Грэшем в Холте, играл за её команды по хоккею на траве и крикету.
Всю карьеру во взрослом хоккее на траве провёл в «Ист-Гринстеде».
В 1984 году был признан лучшим хоккеистом Великобритании.
В 1984 году вошёл в состав сборной Великобритании по хоккею на траве на летних Олимпийских играх в Лос-Анджелесе и завоевал бронзовую медаль. Играл на позиции нападающего, провёл 5 матчей, мячей не забивал.
В 1986 году в составе сборной Англии стал серебряным призёром чемпионата мира в Лондоне. В 1987 году завоевал серебро чемпионата Европы в Москве.
В 1988 году вошёл в состав сборной Великобритании по хоккею на траве на летних Олимпийских играх в Сеуле и завоевал золотую медаль. Играл на позиции нападающего, провёл 7 матчей, мячей не забивал.
В течение карьеры провёл за сборные Англии и Великобритании 228 матчей, в 1988—1990 годах был их капитаном.
После окончания игровой карьеры занимался предпринимательством в сфере найма и консультирования. В 2002 году вошёл в совет Федерации хоккея на траве Англии, был её вице-президентом. В 2007—2017 годах был президентом Британской федерации хоккея на траве. В 2005—2016 годах входил в исполнительный совет Британской олимпийской ассоциации. С 1988 году входил в менеджмент «Ист-Гринстеда», до 2010 года был председателем совета директоров, остаётся в числе попечителей.
В 2018 году стал офицером ордена Британской империи.